# SAP Business One
SAP Business One là một phần mềm hoạch định nguồn doanh nghiệp tích hợp (integrated enterprise resource planning) (ERP) đáp ứng cho yêu cầu phần mềm của doanh nghiệp vừa và nhỏ của công ty SAP AG đặt tại Walldorf, Đức.

## Cấu trúc
SAP Business One có chứa 14 gói sản phẩm chính:
- Gói quản trị
- Gói tài chính kế toán
- Gói cơ hội bán hàng
- Gói bán hàng
- Gói mua hàng
- Gói bạn hàng kinh doanh
- Gói ngân hàng
- Gói kho bãi
- Gói sản xuất
- Gói kế hoạch tài nguyên vật liệu (MRP)
- Gói dịch vụ
- Gói nguồn nhân lực
- Gói báo cáo
- Thương mại điện tử

## Lịch sử
Vào tháng 3 năm 2002 SAP đã mua lại TopManage Financial Systems, một công ty phát triển ứng dụng doanh nghiệp đóng tại Israel và đổi tên hệ thống thành SAP Business One.
Sự thôn tính này giúp SAP đạt tới thị trường trung cấp thông qua các bạn hàng và kinh doanh thêm với những công ty con của những khách hàng là công ty mẹ của nó.
Vào tháng 12 năm 2004, SAP tiếp thu công nghệ và tài sản của iLytix Systems AS, một công ty phần mềm tư nhân tại Oslo, Na Uy. Kết quả là SAP đã giới thiệu tính năng làm báo cáo và dự thảo ngân sách mới vào SAP Business One lấy tên là XL Reporter.
Vào tháng 7 năm 2006 SAP mua lại Praxis Software Solutions và lên kế hoạch tích hợp tính năng CRM và thương mại điện tử dựa vào nền tảng web của công ty này vào SAP Business One. Các điều khoản tài chính của thỏa thuận này vẫn chưa được tiết lộ. Công ty Praxis có trụ sở ở Minneapolis, một công ty phần mềm tư nhân, trước đây là bạn hàng của SAP Business One.

## Tích hợp
Có thể tích hợp dùng thành phần SDK có tên DIAPI, DIAPI Server và UIAPI. DIAPI cung cấp giao diện dựa trên COM vào các đối tượng kinh doanh và logic kinh doanh của SAP Business One. DIAPI Server tương tự với DIAPI trừ việc nó cung cấp giao thức dựa trên SOAP. UIAPI, cũng dựa trên COM, tập trung vào Giao diện người dùng SAP Business One.
Vì chúng là các API, muốn sử dụng phải cần kỹ năng viết phần mềm. Một cách tích hợp đơn giản hơn là sử dụng platform tích hợp SAP Business One (có tên là B1i) platform tích hợp này cho phép định nghĩa các kịch bản tích hợp đơn giản (dựa trên XML). Platform B1i đang được dùng cho hệ thống doanh nghiệp lớn R/3 của SAP.